# Centromerus
Centromerus es un género de arañas araneomorfas de la familia Linyphiidae. Se encuentra en Europa, Asia, Norte de África,  Norteamérica y Micronesia.

## Lista de especies
Según The World Spider Catalog 12.0:
- Centromerus abditus Gnelitsa, 2007
- Centromerus acutidentatus Deltshev, 2002
- Centromerus albidus Simon, 1929
- Centromerus amurensis Eskov & Marusik, 1992
- Centromerus andrei Dresco, 1952
- Centromerus andriescui Weiss, 1987
- Centromerus anoculus Wunderlich, 1995
- Centromerus arcanus (O. Pickard-Cambridge, 1873)
- Centromerus balazuci Dresco, 1952
- Centromerus bonaeviae Brignoli, 1979
- Centromerus brevivulvatus Dahl, 1912
- Centromerus bulgarianus (Drensky, 1931)
- Centromerus capucinus (Simon, 1884)
- Centromerus cavernarum (L. Koch, 1872)
- Centromerus chappuisi Fage, 1931
- Centromerus cinctus (Simon, 1884)
- Centromerus clarus (L. Koch, 1879)
- Centromerus cornupalpis (O. Pickard-Cambridge, 1875)
- Centromerus cottarellii Brignoli, 1979
- Centromerus crinitus Rosca, 1935
- Centromerus dacicus Dumitrescu & Georgescu, 1980
- Centromerus denticulatus (Emerton, 1909)
- Centromerus desmeti Bosmans, 1986
- Centromerus dilutus (O. Pickard-Cambridge, 1875)
- Centromerus europaeus (Simon, 1911)
- Centromerus fagicola Denis, 1948
- Centromerus fuerteventurensis Wunderlich, 1992
- Centromerus furcatus (Emerton, 1882)
- Centromerus gentilis Dumitrescu & Georgescu, 1980
- Centromerus incilium (L. Koch, 1881)
- Centromerus lakatnikensis (Drensky, 1931)
- Centromerus latidens (Emerton, 1882)
- Centromerus laziensis Hu, 2001
- Centromerus leruthi Fage, 1933
- Centromerus levitarsis (Simon, 1884)
- Centromerus longibulbus (Emerton, 1882)
- Centromerus ludovici Bösenberg, 1899
- Centromerus milleri Deltshev, 1974
- Centromerus minor Tanasevitch, 1990
- Centromerus minutissimus Merrett & Powell, 1993
- Centromerus obenbergeri Kratochvíl & Miller, 1938
- Centromerus obscurus Bösenberg, 1902
- Centromerus pabulator (O. Pickard-Cambridge, 1875)
- Centromerus pacificus Eskov & Marusik, 1992
- Centromerus paradoxus (Simon, 1884)
- Centromerus pasquinii Brignoli, 1971
- Centromerus persimilis (O. Pickard-Cambridge, 1912)
- Centromerus persolutus (O. Pickard-Cambridge, 1875)
- Centromerus phoceorum Simon, 1929
- Centromerus piccolo Weiss, 1996
- Centromerus pratensis Gnelitsa & Ponomarev, 2010
- Centromerus prudens (O. Pickard-Cambridge, 1873)
- Centromerus puddui Brignoli, 1979
- Centromerus qinghaiensis Hu, 2001
- Centromerus qingzangensis Hu, 2001
- Centromerus remotus Roewer, 1938
- Centromerus satyrus (Simon, 1884)
- Centromerus sellarius (Simon, 1884)
- Centromerus semiater (L. Koch, 1879)
- Centromerus serbicus Deltshev, 2002
- Centromerus serratus (O. Pickard-Cambridge, 1875)
- Centromerus setosus Miller & Kratochvíl, 1940
- Centromerus sexoculatus Wunderlich, 1992
- Centromerus silvicola (Kulczynski, 1887)
- Centromerus sinuatus Bosmans, 1986
- Centromerus sinus (Simon, 1884)
- Centromerus subalpinus Lessert, 1907
- Centromerus subcaecus Kulczynski, 1914
- Centromerus succinus (Simon, 1884)
- Centromerus sylvaticus (Blackwall, 1841)
- Centromerus tennapex (Barrows, 1940)
- Centromerus terrigenus Yaginuma, 1972
- Centromerus timidus (Simon, 1884)
- Centromerus tridentinus Caporiacco, 1952
- Centromerus trilobus Tao, Li & Zhu, 1995
- Centromerus truki Millidge, 1991
- Centromerus turcicus Wunderlich, 1995
- Centromerus unctus (L. Koch, 1870)
- Centromerus unicolor Roewer, 1959
- Centromerus ussuricus Eskov & Marusik, 1992
- Centromerus valkanovi Deltshev, 1983
- Centromerus variegatus Denis, 1962
- Centromerus viduus Fage, 1931
- Centromerus yadongensis Hu & Li, 1987